# The Closed Road
The Closed Road is een Amerikaanse dramafilm uit 1916 onder regie van Maurice Tourneur.

## Verhaal
Omdat dokter Hugh Annersley zijn kankeronderzoek niet meer kan financieren, schrijft hij een brief naar een schuldenaar. Wanneer die schuldenaar later dood wordt aangetroffen, wordt de arts verdacht van de moord. Zijn zus Julia vraagt aan zijn makker Frank Sargeant, die juist te horen heeft gekregen dat hij nog maar zes maand te leven heeft, om de schuld op zich te nemen, zodat haar broer kan blijven werken aan een medicijn tegen kanker. Op het ogenblik dat Frank zal worden geëxecuteerd met de elektrische stoel, komt hij erachter dat zijn ziekte niet terminaal is. Om hem te redden gaat Julia op zoek naar de dader. Ze ontdekt juist op tijd dat de moord werd gepleegd door dokter Appledan.

## Rolverdeling
| Acteur          | Personage          |
| --------------- | ------------------ |
| House Peters    | Frank Sargeant     |
| Barbara Tennant | Julia Annersley    |
| Lionel Adams    | Dr. Hugh Annersley |
| Leslie Stowe    | Dokter Appledan    |
| George Cowl     | Griswold           |